# Ctirad Benáček
Ctirad Benáček (Bratislava, 8 settembre 1924 – Auckland, dicembre 1999) è stato un cestista, allenatore di pallavolo e dirigente sportivo cecoslovacco, dal 1993 ceco.

## Carriera
Con la Cecoslovacchia ha disputato le Olimpiadi 1948, classificandosi all'8º posto finale. Per sfuggire al regime comunista, decise di spostarsi in Italia, ma dopo un solo anno di permanenza si trasferì in Nuova Zelanda.
Ben presto decise di abbandonare la pallacanestro, dedicandosi alla pallavolo: venne soprannominato "Mr. Volleyball", perché fu colui che importò questo sport in Nuova Zelanda nei primi anni cinquanta. Fu allenatore dello "Sparta Volleyball Club" di Auckland, squadra che fondò nel 1954.
Nel 1995 è stato insignito del "1995 FIVB Centenary Award" ed è stato nominato Presidente onorario della Federazione neozelandese di pallavolo.